# Imbrasia epimethea
Imbrasia epimethea är en fjärilsart som beskrevs av Dru Drury 1773. Imbrasia epimethea ingår i släktet Imbrasia och familjen påfågelsspinnare. Inga underarter finns listade i Catalogue of Life.

## Bildgalleri

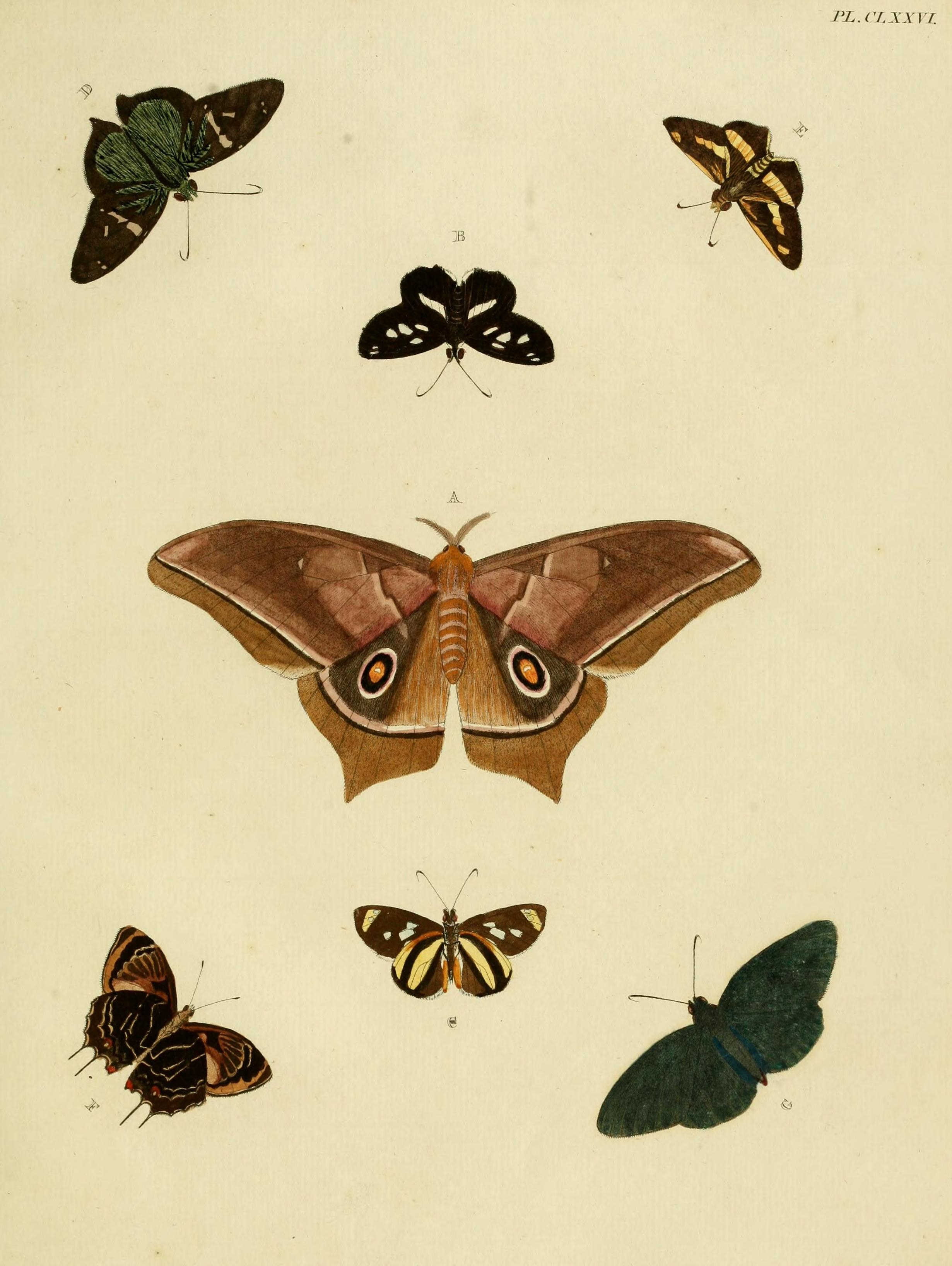